# Johann Fabian Wilhelm von Schätzel
Johann Fabian Wilhelm von Schätzel (* 20. April 1739 auf Rakowen (Kreis Johannisburg); † 28. April 1803 in Frankfurt an der Oder) war ein deutscher Soldat und Offizier, zuletzt war er preußischer Generalmajor.

## Leben

### Herkunft
Sein Vater war Johann Gottfried von Schätzel (* 1706), Erbherr auf Rakowen.
In dem Werk Geschichte des seit 1756 in Deutschland und dessen angränzenden Ländern geführten Krieges wird auch ein Major Fabian Wilhelm von Schätzel (* 1709) aus dem Garnisonsregiment Nr. 1 genannt.

### Militärkarriere
Schätzel kam am 6. Juli 1756 nach Berlin und wurde im dortigen Kadettenhaus ausgebildet. Am 13. Mai 1757 wurde er als Gefreitenkorporal im Infanterieregiment „von der Goltz“ angestellt. Er nahm am laufenden Siebenjährigen Krieg teil und kämpfte in der Schlacht bei Roßbach. In der Schlacht bei Kay wurde er schwer verwundet. Zudem befand er sich bei der Belagerung von Prag und der Schlacht bei Landeshut. In der Zeit wurde er am 13. Januar 1759 Fähnrich und am 28. September 1759 Sekondeleutnant.
Nach dem Krieg avancierte Schätzel bis 3. August 1777 zum Stabskapitän. Als solcher nahm er am Bayerischen Erbfolgekrieg teil. Nach diesem Krieg wurde er am 5. Dezember 1778 Kapitän und Kompaniechef. Am 28. November 1786 folgte seine Beförderung zum Major sowie am 21. Juni 1786 die Ernennung zum Bataillonskommandeur. Am 29. Januar 1794 wurde er nun Oberstleutnant. Schätzel nahm an der Niederschlagung des Kościuszko-Aufstands 1794/1795 teil. Er war bei der Belagerung von Warschau und dem Gefecht bei Kamion beteiligt. Für Kamion erhielt er am 23. Januar 1795 den Orden Pour le Mérite. Dann am 27. April 1795 wurde er zum Regimentskommandeur ernannt. Am 9. Januar 1796 wurde er Oberst und am 2. November 1799 Kommandeur des III. Bataillons des Regiments (Musketiere). Aber bereits am 16. November 1799 erhielt er seine Demission, dazu den Charakter als Generalmajor mit einer Pension von 800 Talern. Am 23. November 1799 erhielt er zudem die Erlaubnis weiter die Uniform seines Regiments tragen zu dürfen.

### Familie
Er heiratete am 27. April 1781 in Frankfurt an der Oder Charlotte Friderike Maria von Flanß (* 3. Mai 1752; † 25. Juni 1812). Sie war die einzige Tochter des Generalmajors Kurt Friedrich von Flanß. Das Paar hatte folgende Kinder:
- Wilhelmine Alexandrine Charlotte (* 15. Juni 1783; † 23. Mai 1786)
- Leopold Philippine Emilie (* 12. September 1784; † 30. April 1859) ⚭ 20. Dezember 1804 Leopold Heinrich von Hohendorf (* 2. März 1785; † 14. Februar 1813), preußischer Major[2]
- Karl Ludwig Albrecht Friedrich (* 15. September 1786; † 8. Februar 1787)
- Ferdinand Ludwig Eduard (* 28. April 1788)